# Prêmios Globo de Ouro de 1944

Prêmios Globo de Ouro de 1944

 20 de janeiro de 1944
Filme - Drama:
The Song of Bernadette
Prêmios Globo de Ouro 

1945 →
Os Prêmios Globo de Ouro de 1944 (no original, em inglês, 1st Golden Globe Awards) honraram os melhores profissionais de cinema e televisão, filmes e programas televisivos de 1943. Os candidatos nas diversas categorias foram escolhidos pela Associação de Imprensa Estrangeira de Hollywood (AIEH).

## Vencedores e nomeados

### Melhor filme de drama
- The Song of Bernadette

### Melhor ator em filme de drama
- Paul Lukas – Watch on the Rhine como Kurt Muller

### Melhor atriz em filme drama
- Jennifer Jones – The Song of Bernadette como Bernadette

### Melhor ator coadjuvante
- Akim Tamiroff – For Whom the Bell Tolls como Pablo

### Melhor atriz coadjuvante
- Katina Paxinou – For Whom the Bell Tolls como Pilar

### Melhor direção
- Henry King – The Song of Bernadette